# Detector magnetico

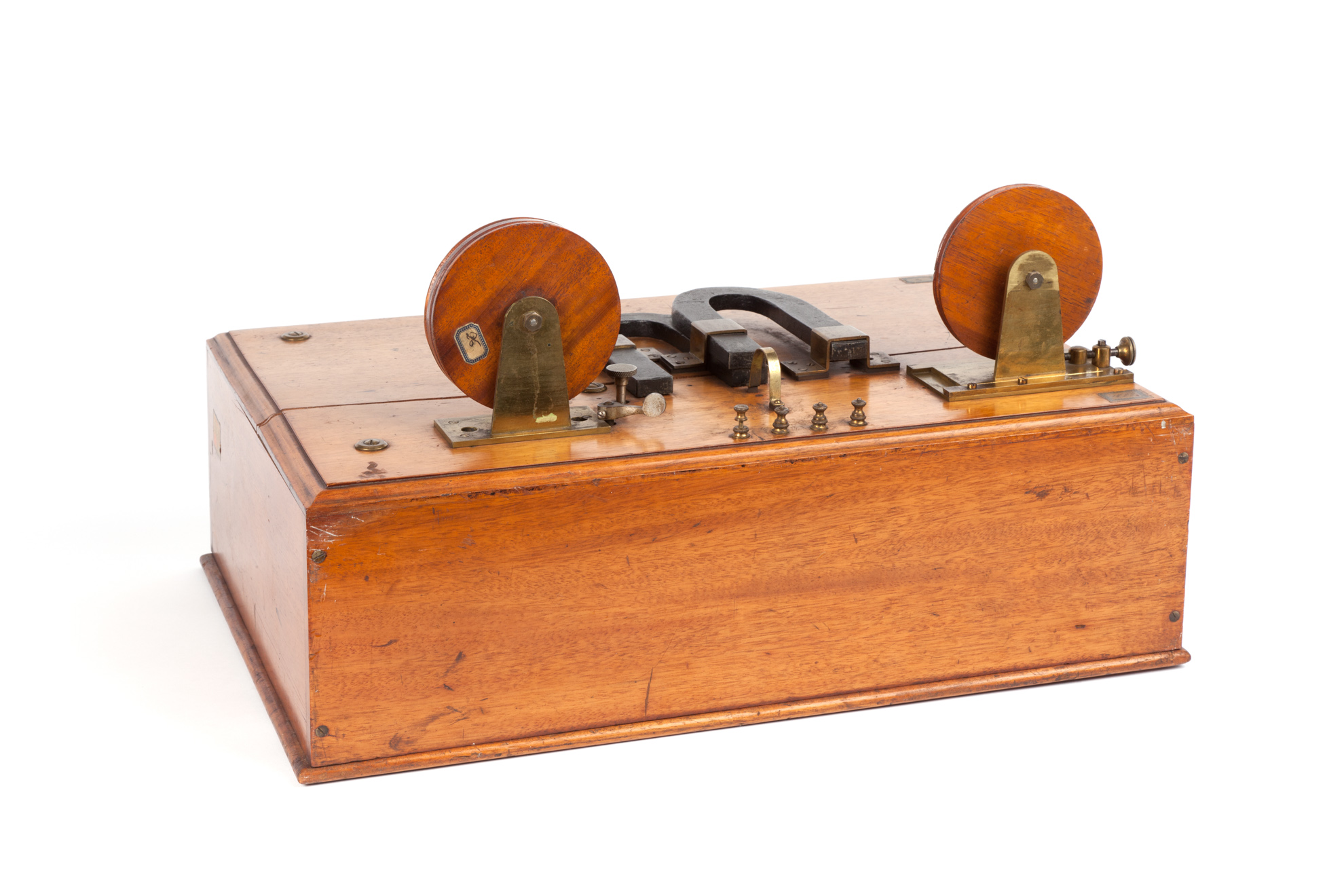
Detector magnetico di Guglielmo Marconi. Prototipo originale che Guglielmo Marconi ha usato nel 1902 a bordo dell'incrociatore Carlo Alberto per sperimentare le onde elettromagnetiche. Conservato al Museo nazionale della scienza e della tecnologia Leonardo da Vinci di Milano.

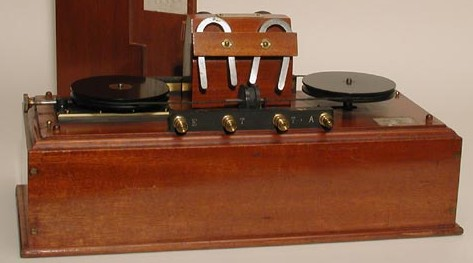
Marconi's wireless magnetic detector (London)

Il detector magnetico, detto anche detector Marconi, è uno dei primi rivelatori di onde radio della storia. All'inizio del XX secolo fu largamente utilizzato negli apparecchi radio per ricevere messaggi telegrafici trasmessi in codice Morse.
Fu sviluppato nel 1902 da Guglielmo Marconi, l'inventore della radio, a partire dagli studi compiuti dal fisico neozelandese Ernest Rutherford. Rimase in uso nelle stazioni radio fino al 1912 circa quando venne rimpiazzato dalle valvole termoioniche (o tubi a vuoto). Il detector magnetico venne ampiamente utilizzato a bordo delle navi per via della sua grande affidabilità e di una ottima resistenza alle vibrazioni.

## Storia

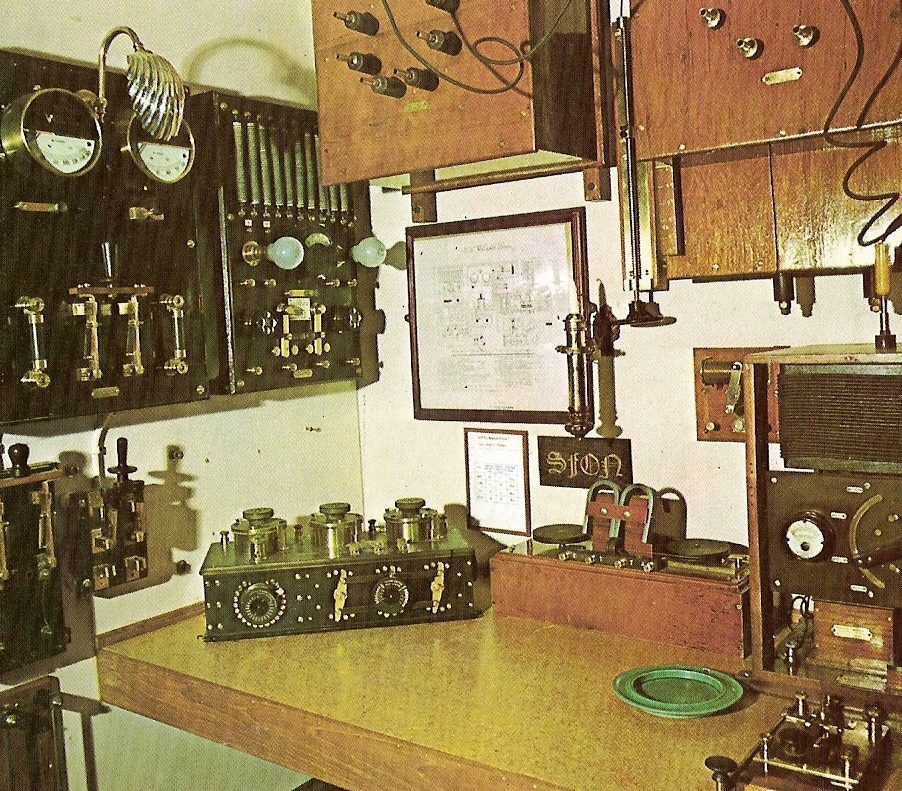
Recreation of a Marconi ship radio room at the Aalborg Maritime Museum, Aalborg, Denmark. A magnetic detector is on the desk to right of the Marconi tuner receiver, which provided the signal for the magnetic detector.

I trasmettitori radio a scintilla utilizzati durante i primi trent'anni della radio (1886-1916) non erano in grado di trasmettere il suono ma solamente informazioni di tipo telegrafico codificate secondo il codice introdotto da Morse. L'operatore, agendo su un tasto a leva detto tasto telegrafico, accendeva e spegneva il trasmettitore generando impulsi di onde radio che venivano trasmesse.
Gli apparati di ricezione del tempo, quindi, non dovevano convertire le onde radio in suono come accade nei ricevitori moderni, ma solamente rilevare la presenza o meno del segnale radio. Il dispositivo cui era preposta questa funzione veniva chiamato detector (rivelatore). Uno dei primi detector utilizzati, e senz'altro quello più diffuso all'epoca, era il coherer (coesore) inventato nel 1890.
Ernest Rutherford, nel 1896, fu il primo a sperimentare le proprietà di isteresi del ferro al fine di rilevare le onde hertziane. Il suo dispositivo sfruttava la smagnetizzazione subita un ago di ferro magnetizzato avvolto da un filo conduttore quando questo veniva attraversato da un'onda radio. Poiché, dopo il passaggio dell'onda, l'ago doveva essere rimagnetizzato per poter essere utilizzato nuovamente come rilevatore il dispositivo risultava di scarsa efficacia come detector continuo .
Molti altri scienziati e inventori - tra i quali E. Wilson, Camille Tissot, Reginald Fessenden, John Ambrose Fleming, Lee De Forest, J. C. Balsillie e Laureto Tieri - svilupparono rivelatori basati sul principio di isteresi magnetica ma, a causa di molteplici problemi, nessuno di questi si diffuse nell'uso pratico.
Durante i suoi esperimenti di comunicazione radio transatlantica effettuati nel dicembre 1902, Marconi si convinse che il coherer non era idoneo, per sensibilità e affidabilità, a ricevere i debolissimi segnali radio tipici delle trasmissioni su grandi distanze. Fu questo deludente risultato a indurlo a sviluppare il suo detector magnetico. Le prime versioni del suo dispositivo erano caratterizzate dalla presenza di un magnete che ruotava al di sopra di una barra di ferro avvolta da un filamento realizzato con un materiale conduttore. L'apparato risultava sensibile alla radiazione in maniera periodica ovvero quando vi era una variazione del campo magnetico, cosa che accadeva ogni volta che i poli magnetici passavano sopra al ferro.
Marconi sviluppò una soluzione più efficace facendo scorrere, per mezzo di un piccolo motore, un anello di filo di ferro (trecciola) in prossimità di due magneti fissi e all'interno di un avvolgimento elettrico. Questa configurazione permetteva di disporre in modo ininterrotto di ferro da magnetizzare e smagnetizzare e quindi di disporre di un rivelatore di onde radio a ciclo continuo. Rutherford, successivamente, affermò di essere arrivato egli stesso a intuire questo escamotage.
Il detector magnetico di Marconi fu il ricevitore adottato in tutti gli apparati prodotti dalla Marcony Company dal 1902 al 1912 quando cominciò ad essere sostituito dalla valvola di Fleming e dal tubo a vuoto di tipo Audion (triodo). Il detector rimase comunque ancora in uso fino al 1918.

## Descrizione

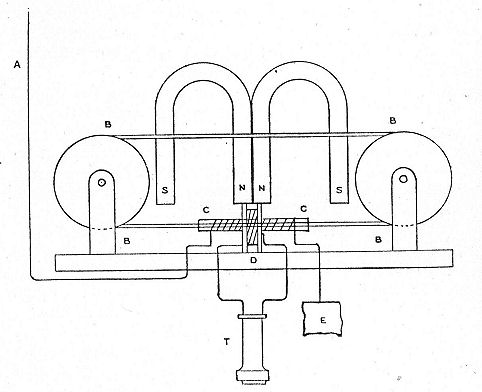
(A) Antenna Wire, (B,B) Iron band around pulleys, (C, C) RF excitation winding on glass tube through which the iron band travels, (D) Audio pickup winding, (E) Ground-plate, (S, N) Permanent magnets, (T) Telephone receiver.

Il detector sviluppato da Marconi era costituito da un nastro di ferro chiuso ad anello realizzato con 70 cavetti di ferro ognuno dei quali composto da 40 fili ricoperti di seta. Il nastro era teso tra due pulegge che, durante il funzionamento, venivano messe in rotazione da un meccanismo meccanico caricato a molla. Il nastro passava attraverso un tubicino in vetro che era avvolto, per alcuni millimetri della sua lunghezza, da 36 giri di filo in rame ricoperto di seta. Questa bobina fungeva da bobina di eccitamento rispetto alla radio frequenza. Al di sopra di essa era avvolta una seconda bobina, più corta della precedente, fatta dello stesso materiale e di resistenza elettrica pari a 140 ohm. Questa bobina agiva da bobina di captazione audio. Attorno alle bobine erano collocate due calamite a ferro di cavallo cui era demandato il compito di magnetizzare il nastro di ferro al suo passaggio dentro il tubicino di vetro.

## Funzionamento
Il detector Marconi funziona in base al fenomeno della isteresi magnetica del ferro. I magneti permanenti sono predisposti in modo tale da generare due campi magnetici il cui asse è diretto verso il centro delle bobine, lungo la direzione che è quella del filo chi vi scorre all'interno, ma in versi opposti. Questa particolare configurazione permette di magnetizzare l'anello di ferro lungo il suo asse prima in un verso, mentre entra nelle bobine, e poi in verso opposto, quando ne esce.
Per le proprietà di isteresi del ferro, per poter invertire la magnetizzazione è necessario che il campo magnetico coercitivo sia maggiore di un valore di soglia (detto coercitività e indicato con Hc);  a causa di ciò l'inversione della magnetizzazione del filo in movimento non avviene esattamente nel centro delle bobine, dove il campo effettivamente si inverte, ma in un punto leggermente spostato.
Benché il filo scorra attraverso le bobine, in assenza di segnale radio il punto dove la magnetizzazione si rovescia è fisso rispetto alle bobine stesse cosicché non vi è un cambiamento nel flusso e nessuna corrente viene indotta nel filo della bobina esterna.
Il segnale radio che arriva dall'antenna (A) viene ricevuto da un sintonizzatore (non mostrato in figura) trasformato in corrente elettrica e passato alla bobina di eccitamento (C) l'altra estremità della quale è collegata alla messa a terra (E). Il campo magnetico che viene generato dalla bobina si inverte velocemente e supera il valore della coercitività Hc cancellando l'isteresi e facendo sì che il cambiamento della magnetizzazione si sposti, seguendo il filo, verso il centro, tra i due magneti, dove il campo si rovescia.
L'effetto è identico a quello che si avrebbe facendo muovere un magnete all'interno della bobina ossia quello di variare il flusso del campo magnetico della bobina esterna D causando il passaggio, nel suo avvolgimento, di un impulso di corrente. La bobina viene quindi collegata a un ricevitore telefonico (cuffia) (T) che converte l'impulso di corrente in suono.
Il segnale inviato da un trasmettitore a scintilla consiste in una serie di impulsi di onde radio inviati con una frequenza simile a quella delle onde sonore (alcuni centinaia di cicli al secondo). Ogni impulso di onde radio produce un impulso di corrente nelle cuffie, cosicché viene percepito all'orecchio un suono simile a un tono musicale o a un fruscio.

## Dettagli tecnici

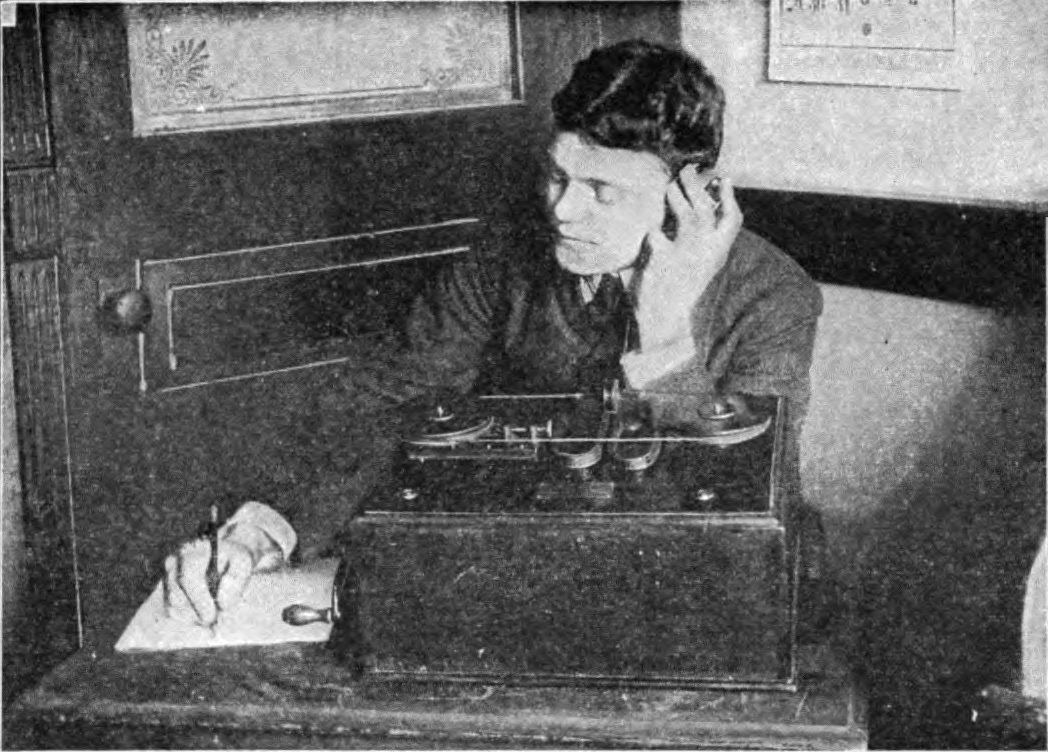
Il detector magnetico in uso

L'anello in filo di ferro veniva messo in movimento da un meccanismo meccanico a molla alloggiato all'interno della scatola. La velocità alla quale veniva mosso poteva essere molto varia, da 1.6 a 7.5 centimetri al secondo; è probabile che il dispositivo potesse funzionare su una gamma ampia di valori di velocità. L'operatore aveva il compito di mantenere la molla sufficientemente carica utilizzando una piccola manovella posizionata sul fianco del detector. Poiché poteva capitare che l'operatore si dimenticasse di ricaricare la molla, ogni tanto il dispositivo si arrestava nel bel mezzo di un messaggio.
Il detector produceva un rumore elettronico che veniva percepito nelle cuffie come un sibilo o un brontolio; in alcuni casi era talmente intenso da impedire un corretto ascolto del segnale. Questo problema era dovuto all'effetto Barkhausen nel ferro. Tale fenomeno era dovuto all'interazione del campo magnetico presente nel filo con le inevitabili piccole imperfezioni nella struttura dello stesso cosa che induceva piccole correnti spurie in grado di generare un rumore di fondo.
Dato che ciò che veniva prodotto all'uscita del detector era dovuto a una corrente alternata e non continua, il dispositivo poteva essere utilizzato esclusivamente con le cuffie e non con apparati già utilizzati con i ricevitori telegrafici a coherer come ad esempio il registratore a sifone.
Per un funzionamento efficace del detector dovevano essere garantite alcune condizioni. L'intensità del campo magnetico prodotto dai magneti permanenti, sull'anello di ferro, doveva essere dello stesso ordine di grandezza di quello generato dall'eccitazione della bobina al passaggio dell'onda radio in modo che il segnale indotto fosse maggiore della soglia di isteresi del ferro (coercività).  Allo stesso tempo l'impedenza del sintonizzatore doveva essere bassa e paragonabile a quella dell'antenna di eccitazione. L'impedenza delle cuffie telefoniche doveva grosso modo essere come quella della bobina esterna ovvero di qualche centinaia di ohm. Il detector magnetico era molto più sensibile del coherer comunemente utilizzato fino a quel momento  ma inferiore a quella della valvola di Fleming che, a partire dal 1912, prese il suo posto.